# Bruno Julie
Pour les articles homonymes, voir Julie.
Bruno Julie est un boxeur mauricien né le 11 juillet 1978.
Lors des Jeux olympiques de Pékin en 2008, il devient le premier médaillé olympique de l’histoire de son pays en atteignant les demi-finales du tournoi dans la catégorie poids coqs (-54 kilos).

## Carrière
Jusqu’en 2005, Bruno Julie ne connaît que peu de succès. Mais la maturité venant, il accumule les performances de choix. Il perd la finale des Jeux du Commonwealth en 2006 contre l’Indien Akhil Kumar, puis explose littéralement en 2007 : demi-finale aux Jeux africains à Alger, qu’il perd contre l’Algérien Abdelhalim Ouradi, puis champion d'Afrique, à Madagascar, vainqueur des Jeux des Îles de l'océan Indien, toujours à Madagascar, et enfin le titre aux championnats du Commonwealth de boxe, à Liverpool, en Angleterre.
Il s’arrête ensuite en huitièmes de finale à l’occasion des championnats du monde de Chicago en 2007. Il se qualifie pour les Jeux olympiques de Pékin lors d'un ultime tournoi de qualification en Namibie. Pour sa première participation au tournoi olympique, le 18 août 2008, il crée la sensation en battant le Vénézuélien Héctor Manzanilla 13-9 en quarts de finale, et s’assure par la même occasion une médaille, la première de l’histoire sportive de l’île Maurice. Il s'incline de peu (5-7) en demi-finale contre le Cubain Yankiel León et doit se contenter du bronze.

## Palmarès

### Jeux olympiques
- Médaille de bronze dans la catégorie des poids coqs lors des Jeux olympiques de 2008 à Pékin,  Chine

### Jeux panafricains
- Médaille de bronze des poids mouches en 2007 à Alger,  Algérie

### Championnat d'Afrique
- Médaille d'or des poids coqs en 2007 à Antananarivo,  Madagascar

### Jeux du Commonwealth
- Médaille d'argent des poids coqs en 2006 à Melbourne,  Australie

## Référence
1. ↑  (en) Résultats des Jeux olympiques 2008 (amateur-boxing.strefa.pl)